# بيلي غويتون
بيلي غويتون (بالإنجليزية: Billy Guyton)‏ هو لاعب اتحاد الرغبي نيوزيلندي، ولد في 17 مارس 1990 في تيمارو ‏ في نيوزيلندا.